# Palpita estebanalis
Palpita estebanalis es una especie de polillas perteneciente a la familia Crambidae. Fue descrita por William Schaus en 1920. Se encuentra en Venezuela.